# Ciclone Ogni
A tempestade ciclônica Ogni (designação do JTWC: 06B; também conhecido simplesmente como ciclone Ogni) foi o último ciclone tropical da temporada de ciclones no Oceano Índico norte de 2006. Ogni formou-se de uma perturbação tropical a oeste de Sri Lanka e seguiu paralelamente à costa sudeste indiana, atingindo o estado de Andhra Pradesh em 30 de Outubro
O ciclone causou enchentes generalizadas ao longo da costa sudeste da Índia, principalmente em Andhra Pradesh, onde quase 100.000 pessoas ficaram desabrigadas. As chuvas fortes de Ogni também provocaram 29 fatalidades.

## História meteorológica

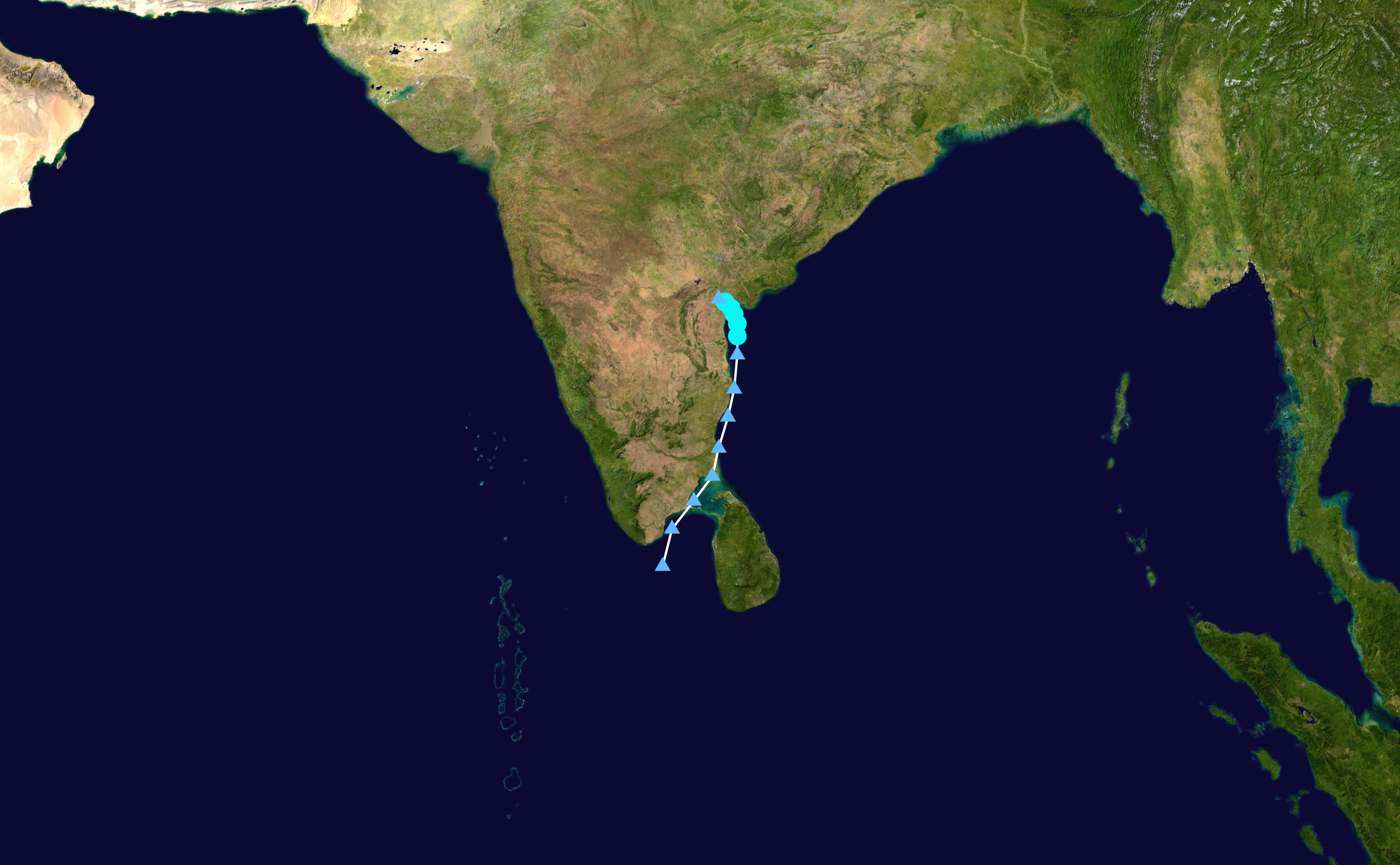
O caminho de Ogni

Uma área de convecção formou-se a oeste de Colombo, Sri Lanka, em 27 de Outubro. Naquele momento, a nova perturbação tropical estava localizada numa área com cisalhamento do vento baixo a moderado. O sistema também apresentava uma circulação ciclônica de baixos níveis em desenvolvimento, com bons fluxos externos. Seguindo para norte-noroeste, o sistema seguiu para o estreito de Palk. Intensificando-se lentamente, a perturbação começou a seguir pela linha da costa de Tamil Nadu, Índia. Mesmo com a interação com terra, o sistema continuou a se intensificar lentamente e o Departamento Meteorológico da Índia (DMI) classificou o sistema como uma depressão.
Assim que o sistema, seguindo pela linha da costa do sudeste da Índia, chegou à costa de Andhra Pradesh, o Joint Typhoon Warning Center (JTWC) emitiu um aviso de formação de ciclone tropical (AFCT) sobre o sistema. No entanto, o JTWC cancelou o AFCT no começo da madrugada (UTC) de 30 de Outubro assim que o sistema começou a seguir para norte-noroeste, seguindo sobre terra. No entanto, o DMI continuou monitorando o sistema como um ciclone tropical. Às 09:00 (UTC) de 29 de Outubro, o DMI classificou o sistema como uma depressão profunda e apenas 3 horas depois, o DMI classificou o sistema como uma tempestade ciclônica, atribuindo-lhe o nome Ogni. Assim que Ogni fez landfall ao sul de Vijayawada, Andhra Pradesh, o DMI emitiu seu último aviso sobre Ogni.
Em análises pós-tempestade, o JTWC classificou Ogni como um ciclone tropical e lhe atribuiu a numeração 06B.

## Preparativos e impactos
O ciclone Ogni provocou severas chuvas ao longo da costa sudeste da Índia, principalmente em Andhra Pradesh. 13 pessoas morreram como consequência da passagem do ciclone, principalmente devido às chuvas fortes; doze pessoas morreram em Prakasam, oito em Guntur, cinco em Krishna e dois em Godavari Oriental e em Godavari Ocidental. As enchentes foram generalizadas. Muitos vilarejos de seis distritos indianos ficaram desertos depois que a população residentes nestes locais saíram de suas casas devido às inundações. Ao todo, 29 pessoas morreram e 195.928 ficaram desabrigadas; 14.256 foram retiradas de Godavari Oriental, 2.296 de Godavari Ocidental, 16.611 de Krishna, 24.800 de Guntur e 37.965 de Prakashan. 28.242 residências ficaram parcialmente destruídas, enquanto outras 11.330 foram totalmente destruídas. Importantes cidades da região, tais como Machilipatnam, Vijayawada, Repali, Ongole e Eluru ficaram debaixo de água. Machilipatnam ficou isolada do resto do país assim que os acessos à cidade ficaram inundados.
543 abrigos de emergência foram abertos para acomodar todos os desabrigados. O escritório regional da Cruz Vermelha indiana em Andhra Pradesh mobilizou itens de ajuda para as áreas afetadas, tais como cobertores, tabletes de hipoclorito de sódio e geradores de eletricidade.